# Villa Ojo de Agua
Pour les articles homonymes, voir Ojo (homonymie).
Villa Ojo de Agua est une ville de la province de Santiago del Estero, en Argentine, et le chef-lieu du département de Ojo de Agua. Elle est située à 209 km au sud de la capitale provinciale, en direction de la province de Cordoba.